# Cher Ndour
Cher Ndour (Brescia, 27 de julio de 2004) es un futbolista italiano que juega de centrocampista en la ACF Fiorentina de la Serie A.

## Trayectoria
Comenzó su formación futbolística en la cantera del ASD San Giacomo, antes de pasar a la cantera del Brescia Calcio, antes de pasar a la cantera del Atalanta B. C. a la edad de 9 años. El 31 de julio de 2020 fue transferido al S. L. Benfica. Debutó como profesional con el S. L. Benfica "B" en una victoria por 2-0 en la Segunda División de Portugal contra el U. D. Oliveirense el 2 de mayo de 2021, entrando como suplente en el minuto 91 en sustitución de Gonçalo Ramos. Con 16 años y 279 días, es el debutante más joven de la historia del Benfica "B", arrebatando el récord a João Félix.

## Selección nacional
Nació en Italia, de padre senegalés y madre italiana. Es internacional juvenil con Italia, habiendo representado a la Italia sub-15 y a la Italia sub-16.

## Estadísticas

### Clubes
Actualizado al último partido disputado el 6 de noviembre de 2024.
| Club                              | Div.          | Temporada     | Liga  | Liga  | Liga   | Copas nacionales | Copas nacionales | Copas nacionales | Copas internacionales | Copas internacionales | Copas internacionales | Total | Total | Total  |
| Club                              | Div.          | Temporada     | Part. | Goles | Asist. | Part.            | Goles            | Asist.           | Part.                 | Goles                 | Asist.                | Part. | Goles | Asist. |
| --------------------------------- | ------------- | ------------- | ----- | ----- | ------ | ---------------- | ---------------- | ---------------- | --------------------- | --------------------- | --------------------- | ----- | ----- | ------ |
| S. L. Benfica "B" Portugal        | 2.ª           | 2020-21       | 1     | 0     | 0      | —                | —                | —                | —                     | —                     | —                     | 1     | 0     | 0      |
| S. L. Benfica "B" Portugal        | 2.ª           | 2021-22       | 26    | 1     | 0      | —                | —                | —                | —                     | —                     | —                     | 26    | 1     | 0      |
| S. L. Benfica "B" Portugal        | 2.ª           | 2022-23       | 30    | 4     | 1      | —                | —                | —                | —                     | —                     | —                     | 30    | 4     | 1      |
| S. L. Benfica "B" Portugal        | Total club    | Total club    | 57    | 5     | 1      | 0                | 0                | 0                | 0                     | 0                     | 0                     | 57    | 5     | 1      |
| S. L. Benfica Portugal            | 1.ª           | 2022-23       | 1     | 0     | 0      | 0                | 0                | 0                | 0                     | 0                     | 0                     | 1     | 0     | 0      |
| S. L. Benfica Portugal            | Total club    | Total club    | 1     | 0     | 0      | 0                | 0                | 0                | 0                     | 0                     | 0                     | 1     | 0     | 0      |
| Paris Saint-Germain F. C. Francia | 1.ª           | 2023-24       | 3     | 0     | 0      | 1                | 1                | 0                | 0                     | 0                     | 0                     | 4     | 1     | 0      |
| Paris Saint-Germain F. C. Francia | Total club    | Total club    | 3     | 0     | 0      | 1                | 1                | 0                | 0                     | 0                     | 0                     | 4     | 1     | 0      |
| S. C. Braga Portugal              | 1.ª           | 2023-24       | 9     | 1     | 0      | 0                | 0                | 0                | 2                     | 0                     | 0                     | 11    | 1     | 0      |
| S. C. Braga Portugal              | Total club    | Total club    | 9     | 1     | 0      | 0                | 0                | 0                | 2                     | 0                     | 0                     | 11    | 1     | 0      |
| Beşiktaş J. K. Turquía            | 1.ª           | 2024-25       | 7     | 0     | 2      | 0                | 0                | 0                | 6                     | 0                     | 0                     | 13    | 0     | 2      |
| Beşiktaş J. K. Turquía            | Total club    | Total club    | 7     | 0     | 2      | 0                | 0                | 0                | 6                     | 0                     | 0                     | 13    | 0     | 2      |
| Total carrera                     | Total carrera | Total carrera | 77    | 6     | 3      | 1                | 1                | 0                | 8                     | 0                     | 0                     | 86    | 7     | 3      |